# محمد نور (بازیکن فوتبال اهل نیجریه)
محمد نور (انگلیسی: Mohammed Nur؛ زادهٔ ۲ دسامبر ۲۰۰۲) بازیکن فوتبال اهل نیجریه است که در پست مهاجم برای باشگاه فوتبال الکانمی واریوس بازی می‌کند.
وی در سن ۱۵ سالگی به تیم ملی فوتبال نیجریه دعوت و با انجام نخستین بازی برای این تیم در سال ۲۰۱۸، به جوان‌ترین ملی‌پوش تاریخ نیجریه تبدیل شد.